# Over My Shoulder
Over My Shoulder é uma canção interpretada pela banda Mike and the Mechanics, lançada em 1995.
No Brasil, ela integrou a trilha sonora internacional da novela Cara & Coroa, da Rede Globo.

## Faixas
CD maxi
1. "Over My Shoulder" – 3:34
2. "Something to Believe in" – 4:19
3. "Word of Mouth" – 3:55
4. "Over My Shoulder" (live) – 5:25

## Créditos
- Paul Carrack - Vocais, Assovios, Guitarra Rítmica
- Mike Rutherford – Guitarras principais, Baixo
- Adrian Lee - Teclados
- Peter Van Hooke - Bateria e Percussão